# Copelatus brivioi
Copelatus brivioi är en skalbaggsart som beskrevs av Rocchi 1976. Copelatus brivioi ingår i släktet Copelatus och familjen dykare. Inga underarter finns listade i Catalogue of Life.